# Vejiga urinaria
La vejiga urinaria es un órgano hueco músculo-membranoso que forma parte del tracto urinario y que recibe a la orina de los uréteres, la almacena y la expulsa a través de la uretra al exterior del cuerpo durante la micción.

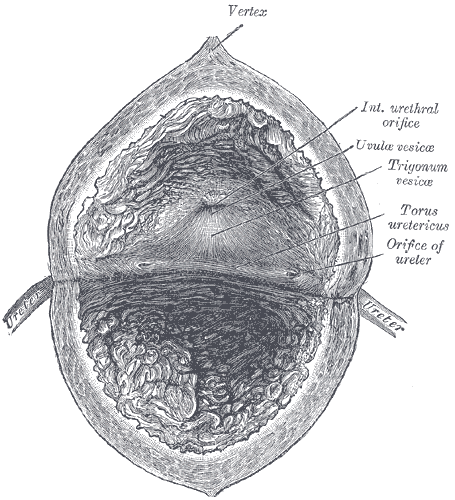
Interior de la vejiga

En griego, vejiga se escribe κύστις [cistos], de donde derivan palabras como cistitis, cistotomía o cistoscopia.

## Función
La orina, excretada por los riñones, se acumula en la vejiga debido al drenaje de dos uréteres, antes de ser eliminada por la micción. La orina sale de la vejiga a través de la uretra, un único tubo muscular que termina en una abertura llamada meato urinario, por donde sale del cuerpo. La micción implica cambios musculares coordinados que involucran un reflejo basado en la columna, con mayores impulsos del cerebro. Durante la micción, el músculo detrusor se contrae y el esfínter urinario externo y los músculos del perineo se relajan, lo que permite que la orina pase a través de la uretra y fuera del cuerpo.
La necesidad de orinar proviene de los receptores de estiramiento que se activan cuando se retienen entre 300 y 400 ml de orina dentro de la vejiga. A medida que la orina se acumula, las arrugas se aplanan y la pared de la vejiga se adelgaza a medida que se estira, lo que permite que la vejiga almacene grandes cantidades de orina sin un aumento significativo de la presión interna. La micción está controlada por el centro pontino de la micción en el tronco del encéfalo.
Los receptores de estiramiento en la vejiga indican al sistema nervioso parasimpático que estimule los receptores muscarínicos en el detrusor para contraer el músculo cuando la vejiga está distendida. Esto estimula a la vejiga a expulsar la orina a través de la uretra. El principal receptor activado es el receptor M3, aunque los receptores M2 también están involucrados y, aunque superan en número a los receptores M3, no responden tanto.
La principal vía relajante es a través de la vía cAMP de la adenilil ciclasa, activada a través de los receptores adrenérgicos β3. Los receptores adrenérgicos β2 también están presentes en el detrusor e incluso superan en número a los receptores β3, pero no tienen un efecto tan importante en la relajación del músculo liso del detrusor.

## Origen embriológico
La vejiga urinaria está presente en todos los mamíferos. Procede de la parte inferior del pedículo del alantoides, obliterándose progresivamente la parte superior de este pedículo para formar el uraco.

## Ubicación
La vejiga urinaria está situada en la excavación de la pelvis. Por delante está fijada al pubis, por detrás limita con el recto, con la parte superior de la próstata y las vesículas seminales en el hombre, y con la vagina en la mujer. Por arriba está recubierta por el peritoneo parietal que lo separa de la cavidad abdominal, y por abajo limita con la próstata en el hombre y con la musculatura perineal en la mujer.

## Forma
La vejiga urinaria cuando está llena tiene una forma esférica, y cuando está vacía se asemeja a un tetraedro con:
- Vértice anterosuperior en el que se fija el uraco.
- Vértice anteroinferior que corresponde al orificio uretral.
- Vértices superoexternos en los que desembocan los uréteres.

La capacidad fisiológica de la vejiga urinaria o hasta que aparece el deseo de orinar oscila entre los 250 a 300 ml. Puede aumentar hasta 600 ml en un hombre adulto en caso de retención aguda de orina. Esta capacidad se reduce en casos de cistitis hasta los 50 ml.
El interior de la vejiga se visualiza mediante una cistoscopia, que muestra la mucosa vesical, los meatos ureterales y el cuello vesical (la unión con la uretra). Estos tres puntos delimitan el trígono vesical, una porción fija y no distensible del órgano.
La pared de la vejiga está formada por tres capas:
- Capa serosa: El peritoneo visceral recubre la vejiga es su cara superior y parte posterior y laterales cuando está llena.
- Capa muscular: Está formada por músculo liso con tres capas:

1. Capa externa o superficial: Formada por fibras musculares longitudinales.
2. Capa media: Formada por fibras musculares circulares.
3. Capa interna o profunda: Formada también por fibras longitudinales

Las tres capas de la muscular forman el músculo detrusor que cuando se contrae expulsa la orina y tiene como antagonistas los esfínteres de la uretra.
- Capa mucosa: Está formada por epitelio de transición urinario, que es un epitelio estratificado de hasta ocho capas de células, impermeable, en contacto con la orina, y por la lámina propia que es de tejido conjuntivo.

## Regiones del interior de la vejiga
- Trígono vesical: Los uréteres entran en la vejiga diagonalmente a través de la pared dorsolateral, en un área llamada trígono, que tiene forma triangular y ocupa el área correspondiente a la pared posteroinferior de la vejiga. El orificio interno de la uretra define el punto inferior del triángulo que dibuja el trígono.
- Ápex vesical: El ligamento medio umbilical conecta con el ápex de la vejiga.
- Cúpula vesical: Es la parte superior y más amplia de la vejiga, que aumenta considerablemente de volumen, como una esfera, cuando está llena de orina.
- Cuello vesical: Está conectado con el pubis a través del ligamento pubovesical en las mujeres, y por el ligamento puboprostático en hombres.

## Irrigación e inervación de la vejiga
- Arterias: Provienen de la arteria ilíaca interna directamente o de sus ramas como la arteria umbilical en la parte superior, la arteria genitovesical en su parte media o de la arteria pudenda en su parte inferior.
- Venas: Drenan en un plexo venoso pélvico que recubre el espacio prevesical en su cara posteroinferior y que termina en la vena hipogástrica.
- Linfáticos: La linfa de la vejiga drena en los ganglios perivesicales, de ahí a los ilíacos externos y a los hipogástricos, que se reúnen en los ganglios del promontorio.
- Nervios: La inervación de la vejiga procede de:

1. Plexo lumboaórtico o hipogástrico: Que contiene fibras nerviosas del sistema nervioso simpático.
2. Plexo presacro: Que contiene fibras nerviosas del sistema nervioso parasimpático.

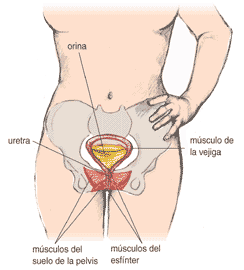
Componentes del sistema de control de la vejiga ilustrado en la mujer.

Mientras que la vejiga está llena de orina, el músculo está relajado. Cuando se micciona, el músculo se contrae para expulsar la orina de la vejiga.
Dos músculos del esfínter rodean a la uretra, que es un conducto membranoso. La orina sale por este conducto.
Los esfínteres mantienen cerrada la uretra apretándola como si fueran bandas elásticas. Los músculos del suelo de la pelvis que están debajo de la vejiga también ayudan a mantener cerrada la uretra.
Cuando la vejiga está llena, los nervios que se encuentran en ella mandan señales al cerebro. Es cuando se producen las ganas de orinar. En ese momento, el cerebro manda una señal a los esfínteres y a los músculos del suelo de la pelvis para que se relajen. Esto permite que la orina salga a través de la uretra. El cerebro también manda una señal a la vejiga para que se contraiga y expulse la orina.
El control de la vejiga significa que usted orina solo cuando quiere hacerlo.

## Componentes del sistema de control de la vejiga.
Para un buen control de la vejiga, todos los componentes del sistema deben actuar en conjunto:
- Los músculos de la pelvis deben sostener la vejiga y la uretra.
- Los músculos del esfínter deben abrir y cerrar la uretra.
- Los nervios deben controlar los músculos de la vejiga y del suelo de la pelvis.

## Importancia clínica

### Inflamación e infección

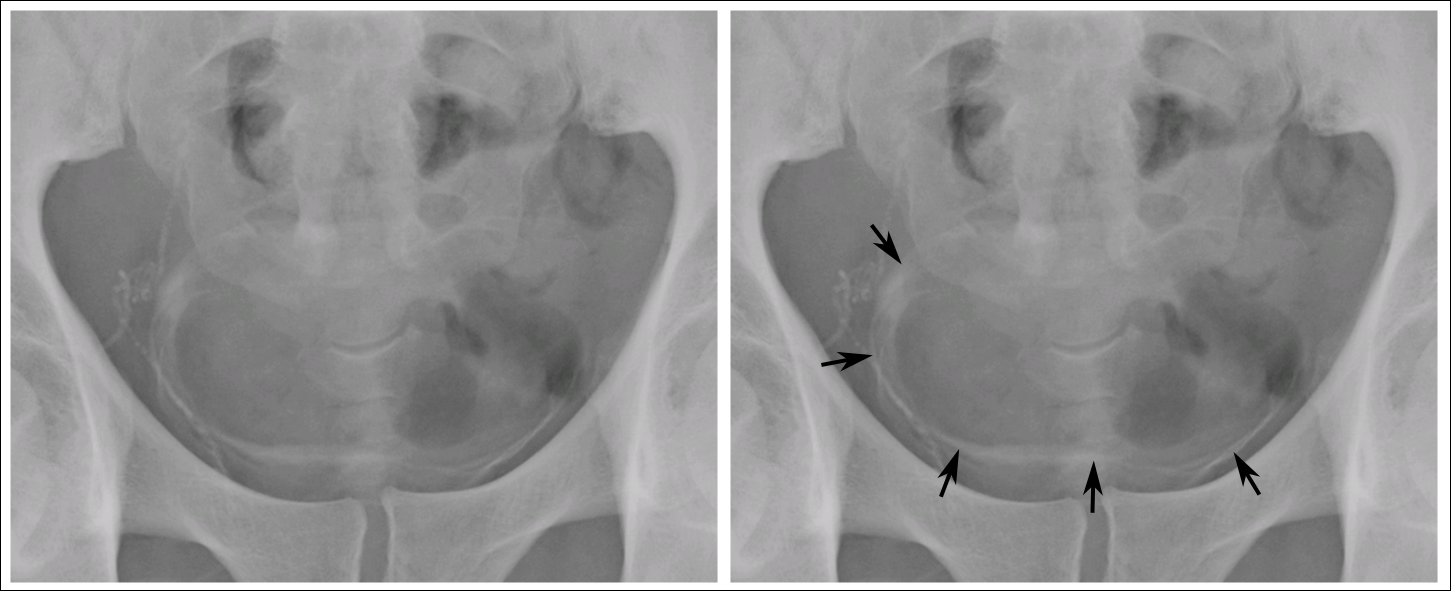
Calcificaciones en la pared de la vejiga causadas por esquistosomiasis urinaria.

La cistitis se refiere a una infección o inflamación de la vejiga. Ocurre comúnmente como parte de una infección del tracto urinario. En adultos, es más común en mujeres que en hombres, debido a una uretra más corta. Es común en los hombres durante la infancia y en los hombres mayores, donde un agrandamiento de la próstata puede causar retención urinaria. Otros factores de riesgo incluyen otras causas de bloqueo o estrechamiento, como el cáncer de próstata o la presencia de reflujo vesicoureteral; la presencia de estructuras externas en el tracto urinario, como catéteres urinarios; y problemas neurológicos que dificultan la micción. Las infecciones que afectan la vejiga pueden causar dolor en la parte inferior del abdomen (por encima de la sínfisis púbica, llamado dolor "suprapúbico"), particularmente antes y después de orinar, y deseo de orinar con frecuencia y con poca advertencia (urgencia urinaria). Las infecciones generalmente se deben a bacterias, de las cuales la más común es E. coli.
Cuando se sospecha una infección del tracto urinario o cistitis, un médico puede solicitar una muestra de orina. Se puede usar una tira reactiva colocada en la orina para ver si la orina tiene glóbulos blancos o la presencia de nitratos, lo que puede indicar una infección. La muestra de orina también se puede enviar para cultivo microbiano y sensibilidad para evaluar si una bacteria en particular crece en la orina e identificar su sensibilidad a los antibióticos. A veces, se pueden solicitar investigaciones adicionales. Estos pueden incluir probar la función de los riñones mediante la evaluación de electrolitos y creatinina; investigando bloqueos o estrechamiento del tracto renal con un ultrasonido, y prueba de agrandamiento de la próstata con un tacto rectal.
Las infecciones del tracto urinario o cistitis se tratan con antibióticos, muchos de los cuales se consumen por vía oral. Las infecciones graves pueden requerir tratamiento con antibióticos por vía intravenosa.
La cistitis intersticial se refiere a una afección en la que la vejiga se infecta debido a una causa que no es una bacteria.

### Incontinencia y retención
La micción frecuente puede deberse a una producción excesiva de orina, una pequeña capacidad de la vejiga, irritabilidad o un vaciado incompleto. Los hombres con agrandamiento de la próstata orinan con más frecuencia. Una definición de vejiga hiperactiva es cuando una persona orina más de ocho veces al día. Una vejiga hiperactiva a menudo puede causar incontinencia urinaria. Aunque se ha demostrado que tanto la frecuencia como los volúmenes urinarios tienen un ritmo circadiano, es decir, ciclos diurnos y nocturnos, [26] no está del todo claro cómo estos se alteran en la vejiga hiperactiva. Las pruebas urodinámicas pueden ayudar a explicar los síntomas. Una vejiga poco activa es la condición en la que hay dificultad para orinar y es el síntoma principal de una vejiga neurogénica. La micción frecuente durante la noche puede indicar la presencia de cálculos en la vejiga.
Los trastornos de la vejiga o relacionados con ella incluyen:
- Extrofia de vejiga
- Disinergia del esfínter de la vejiga, una afección en la que el paciente no puede coordinar la relajación del esfínter de la uretra con la contracción de los músculos de la vejiga.
- Paruresis
- Trigonitis
- Vejiga hipoactiva, una afección cuyo síntoma principal es la retención urinaria.[12]

Los trastornos de la función de la vejiga se pueden tratar quirúrgicamente, redirigiendo el flujo de orina o reemplazándolo con una vejiga urinaria artificial. El volumen de la vejiga puede aumentar mediante el aumento de la vejiga. Una obstrucción del cuello de la vejiga puede ser lo suficientemente grave como para justificar una cirugía.

### Cáncer

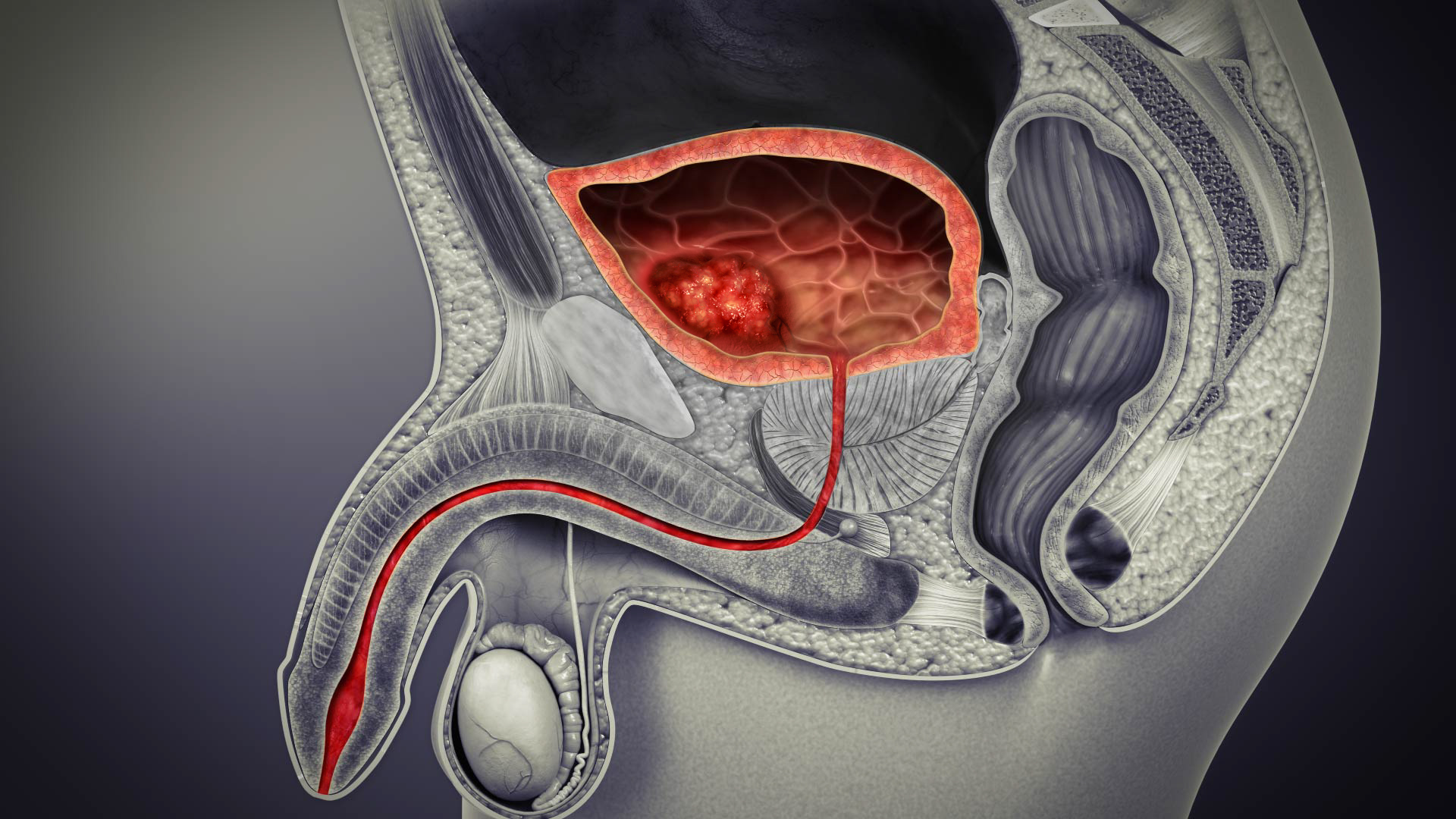
Corte transversal de la vejiga que muestra un cáncer en su interior. Cuando ocurre un cáncer, lo más probable es que sea un carcinoma de células de transición.

El cáncer de vejiga por lo general, se debe al cáncer de urotelio, las células que recubren la superficie de la vejiga. El cáncer de vejiga es más común después de los 40 años y más común en hombres que en mujeres; otros factores de riesgo incluyen el tabaquismo y la exposición a tintes como aminas aromáticas y aldehídos. Cuando hay cáncer, el síntoma más común en una persona afectada es sangre en la orina; un examen médico físico puede ser normal por lo demás, excepto al final de la enfermedad.[28] El cáncer de vejiga se debe con mayor frecuencia al cáncer de las células que recubren el uréter, llamado carcinoma de células de transición, aunque es más raro que ocurra como un carcinoma de células escamosas si el tipo de células que recubren la uretra ha cambiado debido a una inflamación crónica, como por piedras o esquistosomiasis.
Las investigaciones realizadas generalmente incluyen la recolección de una muestra de orina para una inspección en busca de células malignas bajo un microscopio, llamado citología, así como la obtención de imágenes médicas mediante una urografía por tomografía computarizada o una ecografía. Si se observa una lesión preocupante, se puede insertar una cámara flexible en la vejiga, llamada cistoscopia, para ver la lesión y tomar una biopsia, y se realizará una tomografía computarizada de otras partes del cuerpo (una tomografía computarizada de tórax, abdomen y pelvis ) para buscar lesiones metastásicas adicionales .
El tratamiento depende del estadio del cáncer. El cáncer presente solo en la vejiga se puede extirpar quirúrgicamente mediante cistoscopia; se puede realizar una inyección de mitomicina C quimioterapéutica al mismo tiempo. Los cánceres de grado alto pueden tratarse con una inyección de la vacuna BCG en la pared de la vejiga y pueden requerir extirpación quirúrgica si no se resuelve. El cáncer que invade la pared de la vejiga se puede tratar mediante la extirpación quirúrgica completa de la vejiga (cistectomía radical), con los uréteres desviados a un segmento de parte del íleon conectado a una bolsa de estoma.en la piel. El pronóstico puede variar notablemente según el estadio y el grado del cáncer, con un mejor pronóstico asociado con los tumores que se encuentran solo en la vejiga, que son de bajo grado, que no invaden a través de la pared de la vejiga y que tienen una apariencia papilar.

## Enfermedades de la vejiga urinaria
- Cistitis
- Cáncer de vejiga
- Síndrome del abdomen en ciruela pasa
- Incontinencia urinaria
- Traumatismo de vejiga
- Cistitis intersticial